# Waleri Wladimirowitsch Poljakow
Waleri Wladimirowitsch Poljakow (russisch Валерий Владимирович Поляков, wiss. Transliteration Valerij Vladimirovič Poljakov; * 27. April 1942 in Tula, Oblast Tula, Russische SFSR; † 19. September 2022) war ein Arzt, Oberstleutnant im Sanitätsdienst und sowjetischer bzw. russischer Kosmonaut. Er wurde als Waleri Iwanowitsch Korschunow geboren und änderte seinen Namen im Jahr 1957 nach der Adoption durch seinen Stiefvater.

## Leben und Raumflüge
Poljakow schloss 1965 ein Medizinstudium am 1. Moskauer Medizinischen Institut „Iwan M. Setschenow“ ab. 1976 promovierte er zum Kandidaten der medizinischen Wissenschaften.
Poljakow wurde am 22. März 1972 zum Kosmonauten mit der Medizinergruppe 3 ausgewählt. Er nahm an den beiden Langzeitmissionen Mir LD-2 und Mir LD-4 teil und verbrachte dabei insgesamt 678 Tage, 16 Stunden und 32 Minuten im All. Von seinem Flug mit Sojus TM-18 zur Raumstation Mir kehrte er nach 437 Tagen, 17 Stunden, 58 Minuten und vier Sekunden mit Sojus TM-20 zurück (8. Januar 1994 bis 22. März 1995). Damit hält er den Weltrekord für den am längsten dauernden Raumflug. Im Gegensatz zu anderen Langzeit-Raumfahrern hat er keinen einzigen Weltraumausstieg durchgeführt. Im April 1995 wurde Poljakow durch einen Erlass des damaligen russischen Präsidenten Boris Jelzin die Auszeichnung Held der Russischen Föderation verliehen. Am 1. Juni 1995 schied er aus dem Kosmonautenprogramm aus.
Von 1989 bis 1997 war er stellvertretender Direktor des Instituts für medizinisch-biologische Probleme. 1997 habilitierte er zum Doktor der medizinischen Wissenschaften und wurde Professor an der Internationalen Akademie für Astronautik. Er veröffentlichte über 50 wissenschaftliche Arbeiten zur Raumfahrtmedizin.
Poljakow starb im September 2022.

## Privates
Poljakow hinterließ seine Frau und eine gemeinsame Tochter.

## Auszeichnungen
- Held der Sowjetunion (27. April 1989, Verleihungsnummer 11596)[3]
- Held der Russischen Föderation (10. April 1995, Verleihungsnummer 142)[6][3]